# Сельское поселение «Тургинское»
Се́льское поселе́ние «Тургинское» — муниципальное образование в Оловяннинском районе Забайкальского края Российской Федерации.
Административный центр — село Турга.

## История
Статус и границы сельского поселения установлены Законом Читинской области от 19 мая 2004 года «Об установлении границ, наименований вновь образованных муниципальных образований и наделении их статусом сельского, городского поселения в Читинской области»

## Население
| 2010 | 2011 | 2012 | 2013 | 2014 | 2015 | 2016 |
| ---- | ---- | ---- | ---- | ---- | ---- | ---- |
| 694  | ↘680 | ↘666 | ↗669 | ↘636 | ↘611 | ↘585 |
| 2017 | 2018 | 2019 | 2020 | 2021 |      |      |
| ↘579 | ↗582 | ↘580 | ↘552 | ↘447 |      |      |

## Состав сельского поселения
| № | Населённый пункт | Тип населённого пункта       | Население |
| - | ---------------- | ---------------------------- | --------- |
| 1 | Турга            | село, административный центр | ↘546      |